# ヘテロサイクリックアミン

多くの種類の生命に必須であるナイアシンは複素環アミンの一例である。

ヘテロサイクリックアミン（英: Heterocyclic amine、略称: HCA) あるいは複素環(式)アミン（ふくそかん(しき)アミン）は、少なくとも一つの複素環（少なくとも2つの異なる元素を含む環）を含み、かつ化合物が少なくとも一つのアミン（窒素を含む）官能基を有している化学物質である。多くの場合、窒素原子はアミノ基や複素環（例: ピリジン）に含まれるが、どちらにも属さない化合物も存在する（例: ジレウトン）。HCAの生物学的機能は、ビタミンから発がん性物質まで様々である。発がん性HCAは肉を高温で調理することによって生成する。
発がん性物質としてのHCAは食品中のアミノ酸とクレアチンが高温環境下において反応することで、新たに生成する。特に、魚や肉類のこげた部分や煙の中に多く含まれる。日本で最初に同定され、現在20種類ほどが報告されており、国際がん研究機関 (IARC) や米国国家毒性プログラム (NTP) では発がん性が認められている。ヒト体内ではP450やトランスフェラーゼにより、代謝活性化された後、フレームシフト変異をおこしやすいことが知られている。

## 5員環HCA
ピロリジンは5つの原子からなる飽和環を含む分子である。この環状化合物は1つの窒素原子と4つの炭素原子から成る。ニコチンはピリジンの環に付加したピロリジン環を含む分子である。ニコチンはアルカロイドとして知られる化合物群に属する。アルカロイドは天然に存在するアミンであり、動物に生理学的変化を引き起こす。ピロールもまた5員環複素環を有する。ピロールは不飽和であり、環内に窒素原子を含む。ポルフィリンと呼ばれる環構造では4分子のピロールが環構造が結合している。ポルフィリン環はヘモグロビン、ミオグロビン、ビタミンB12、クロロフィル、シトクロムの構成部分である。

## 6員環HCA
ピリジンの構造はベンゼンの構造と似ており、両者の違いは1つの炭素原子が窒素原子で置換されている点である。ピリジンは香料添加剤として使用されている。ピリジン環は2種類のビタミンB類: ナイアシンおよびピリドキシンで見られる。ニコチン酸とも呼ばれるナイアシンはほとんどの生物において見られる。代謝によって、ナイアシンは代謝細胞において酸化および還元に関与する補酵素であるニコチンアミドアデニンジヌクレオチド (NAD) となる。ナイアシンの欠乏はペラグラと呼ばれる病気の原因となる。ピリドキシンあるいはビタミンB6は、アミノ酸の代謝における主要な化合物である。
ピリミジンは不飽和6員環の中に2つの窒素原子を含む複素環式アミンである。ピリミジンを含む分子の一例は、ビタミンB1としても知られているチアミンである。チアミンの欠乏は脚気を引き起こす。ピリミジンは核酸塩基であるシトシン、ウラシル、チミンの構成要素である。その他の2種の核酸塩基アデニンおよびグアニンもまたプリンと呼ばれるHCAを含んでいる。

## HCAとがん

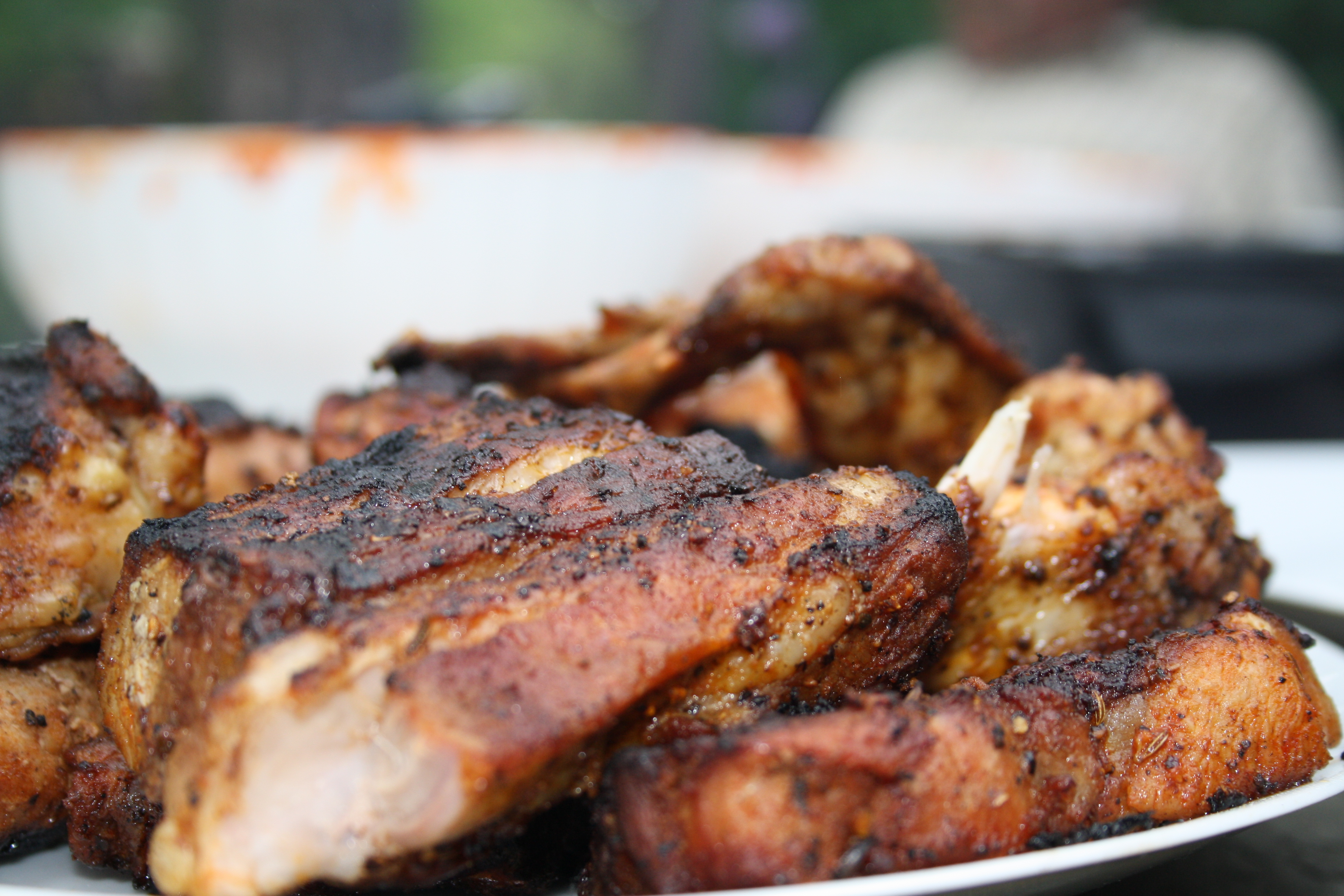
肉の高温調理（特に焦がし）は、がんの原因となるHCAを生成する。

調理された、特に焼かれた肉で見出される一部のHCAは発癌性物質として知られている。高温調理において肉中でHCAの生成が起きることが研究によって明らかにされている。HCAは、アミノ酸とクレアチンが高温調理において反応した時に生成する。研究者らは、ヒトに発がんリスクをもたらす食肉の調理から生じる17種類の異なるHCAを同定している。アメリカ国立がん研究所 (NCI) のがん疫学・遺伝学部門は、胃癌患者と調理された肉の摂取との間の関係を見出しており、その他の研究では大腸がん、膵がん、乳がんと、ウェルダン、揚げた、あるいはバーベキューの肉の高い摂取量との関連が見出されている。ミディアムウェルあるいはウェルダンの牛肉を食べる人は、レアあるいはミディアムレアの牛肉を食べる人よりも胃癌になるリスクが3倍以上高かった。牛乳、卵、豆腐、肝臓など筋肉以外の部位といったその他のタンパク質源は、そのままあるいは調理した時にもHCAを全くあるいはほとんど含んでいない。

### 代表的な発がん性HCA
Trp-P-1
Trp-P-2と共に、トリプトファン由来の物質として知られている。ピリドインドール誘導体。
Glu-P-1
Glu-P-2と共に、グルタミン酸由来の物質として知られている。ジピリドイミダゾール誘導体。
その他、タンパク質由来の物質として知られているもので、イミダゾキノリン誘導体としてIQ、MeIQ、イミダゾキノキザリン誘導体としてMeIQx、ピリドインドール誘導体としてAαC、MeAαCなどが知られている。

### 発がん性抑制方法
現在報告されている食肉の発がん性抑制方法には、タルトチェリー、ビタミンE、酒類があり、HCA生成の抑制の手法としては、マリネにしてしまうこと、事前にマイクロ波で処理すること、などがある。

## HCAと神経疾患
肉に含まれるβ-カルボリンアルカロイド、ハルマンは強力な神経毒性を有することが明らかにされている。これらの化学物質は、肉をより長い時間、より高温で調理する際に生成する。ハルマンは、本態性振戦の患者において対照群よりもおそ50%高い濃度で見られる。本態性振戦は、パーキンソン病よりも20倍高頻度で見られる症状である。しかし、ハルマン類の血中量と肉の摂取量との間に直接的な相関はなく、この化学物質の代謝の違いが大きな役割を果たしていることが示唆されている。

## 参考資料
- 「食品中に含まれるヘテロサイクリックアミンの安全性評価情報に関する調査」　報告書